# Ludovico M. Nesbitt
Ludovico Marcello Mariano Nesbitt (Albano Laziale, 1891 – Alpi svizzere, 19 luglio 1935) è stato un esploratore italiano.

## Biografia
Ludovico Marcello Mariano Nesbitt di padre inglese e madre italiana, si laureò nel 1912 in ingegneria in Inghilterra. Lavorò per quattro anni nelle miniere d'oro del Transvaal in Sudafrica che descrisse ne La febbre dell'oro. Successivamente venne assunto come ricercatore di petrolio in Venezuela, tra i llanos dell’Orinoco, esperienza che raccontò in un altro libro pubblicato postumo Orenoco. 
Nel 1928 compì l'impresa più significativa della sua vita esplorando, insieme ai suoi compagni di viaggio Tullio Pastori e Giuseppe Rosina, la depressione dancala da sud a nord. La Dancalia era una terra fino ad allora in gran parte inesplorata e mai attraversata interamente da un europeo. Altri esploratori prima di lui ci avevano provato, tra cui Gustavo Bianchi e Giuseppe Maria Giulietti ma nessuno ne uscì vivo. Anche in quell'occasione scrisse un libro La Dancalia Esplorata, edito per la prima volta nel 1930.  
Nel 1935 mentre si preparava ad un'altra grande impresa, la traversata dell'Africa da nord a sud in automobile, morì in un incidente aereo sulle Alpi Svizzere il 19 luglio 1935